# Hydraotes Chaos
Hydraotes Chaos é uma região de terreno caótico no quadrângulo de Oxia Palus em Marte, localizada a 0.8º latitude norte e 35.4º longitude oeste. Sua extensão é de 417.5 km e seu nome vem de uma formação de albedo clássica. 